# ウィリアム・フィッツアラン (第16代アランデル伯)

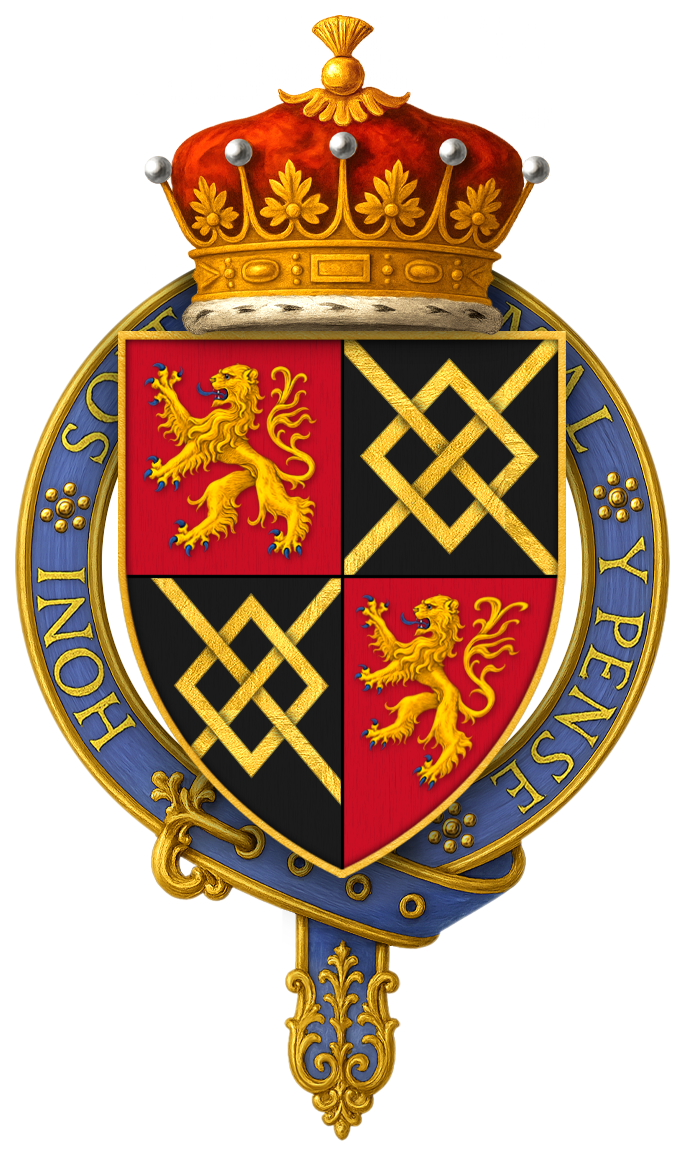
ウィリアム・フィッツアランの紋章

第16代（9代）アランデル伯ウィリアム・フィッツアラン（William Fitzalan, 16th (9th) Earl of Arundel, 1417年11月23日 - 1487年）は、イングランド貴族。

## 生涯
ウィリアムは第13代（6代）アランデル伯ジョン・フィッツアラン（1385年 - 1421年）と、ベヴァーストンのジョン・バークレーの娘エレノア・バークレー（1455年没）の次男として1417年11月23日に生まれた。
兄の第14代（7代）アランデル伯ジョン・フィッツアランは1435年6月12日に亡くなり、伯位はウィリアムの甥である第15代（8代）アランデル伯ハンフリー・フィッツアランに継承された。ハンフリーは当時6歳で、子どもはいなかった。こうしてウィリアムは甥の推定相続人となり、3年後の1438年4月24日にハンフリーが亡くなると、伯位を継承した。
ウィリアムは1458年2月の大評議会に召集された（実際のところ、ウィリアムは出席を渋るのをやめて参加するよう命じられた）。ウィリアムは、最初はランカスター家のために戦い、その後ヨーク家の支持に転じた数少ない貴族の一人であった。1459年のラドフォード橋の戦いではランカスター家のために戦い、その後、第2次セント・オールバンズの戦い（1461年2月17日）ではヨーク家支持者として戦った。ヨーク家方の軍は義弟である第16代ウォリック伯リチャード・ネヴィルが指揮を執った。
イングランド王エドワード4世は1471年、おそらく薔薇戦争におけるウィリアムの支援を称えてガーター騎士とした。ウィリアムは1471年と1483年から1487年まで、五港長官を務めた。

## 結婚と子女
ウィリアムは、第5代ソールズベリー伯リチャード・ネヴィルと、ソールズベリー女伯であったアリス・モンタギューの長女ジョーン・ネヴィルと結婚した。アリスは第4代ソールズベリー伯トマス・モンタギューとエレノア・ホランドの娘であった。また、エレノア・ホランドは第2代ケント伯トマス・ホランドとアリス・フィッツアランの娘であった。アリス・フィッツアランは第10代（4代）アランデル伯リチャード・フィッツアランとエレノア・オブ・ランカスターの娘であった。
ウィリアムとジョーンの間には5人の子供がいた。
- トマス（1450年 - 1524年） - 第17代アランデル伯
- ウィリアム
- ジョージ
- ジョン（1458年 - 1533年） - 第10代アランデル男爵
- メアリー